# Provincije Svetog Tome i Principa
Država Sveti Toma i Princip je podjeljena u dvije provincije:
- São Tomé (glavni grad: São Tomé)- Provincija se sastoji od jednog otoka na kome živi najveći dio stanovništva ove države.
- Príncipe (glavni grad: Santo António)- Ova provincija se nalazi na manjem otoku Príncipe.

Provincije su dalje podjeljene u sedam okruga, šest na otoku São Tomé i jedan na Príncipeu.